# Davidson (Oklahoma)
Davidson es un pueblo ubicado en el condado de Tillman en el estado estadounidense de Oklahoma. En el año 2010 tenía una población de 315 habitantes y una densidad poblacional de 387,62 personas por km².

## Geografía
Davidson se encuentra ubicado en las coordenadas 34°14′29″N 99°4′39″O / 34.24139, -99.07750 (34.241275, -99.077472).

## Demografía
Según la Oficina del Censo en 2000 los ingresos medios por hogar en la localidad eran de $25,000 y los ingresos medios por familia eran $35,208. Los hombres tenían unos ingresos medios de $25,156 frente a los $16,786 para las mujeres. La renta per cápita para la localidad era de $12,679. Alrededor del 24.1% de la población estaban por debajo del umbral de pobreza.